# Pergamino partido
Pergamino egy partido Argentína középpontjától keletre, Buenos Aires tartományban. Székhelye Pergamino.

## Népesség
A partido népessége a közelmúltban a következőképpen változott:
| Év   | Lakosság |
| ---- | -------- |
| 2001 | 98 596   |
| 2010 | 104 590  |